# Jibe
Le jibe est une manœuvre de funboard qui permet de changer d'amure en gardant un maximum de vitesse. Il s'agit en fait d'un empannage effectué au planing, c'est-à-dire lorsque la planche a atteint une vitesse suffisante pour lui permettre de déjauger.
Le mot s'est enraciné en français au début des années 80 avec l'avènement des planches à voile rapides, légères et courtes, dites funboard, dont les pratiquants étaient très férus d'anglicismes divers, mais en anglais, le mot jibe (orthographe alternative gybe) désigne l'empannage sur n'importe quel type d'embarcation à voile, du trois mâts au dériveur léger.

## Réalisation
Pour lancer la manœuvre, le pied arrière doit être sorti du footstrap et placé au milieu du flotteur entre les footstraps (cale-pieds) avant et arrière. La main arrière doit être légèrement reculée sur le wishbone. On peut alors faire tourner le flotteur sous le vent par une prise de carre en appuis orteils. Il faut engager tout le corps dans le virage et garder le maximum de vitesse. La planche va se mettre à tourner pour se retrouver vent arrière. Il faut alors se redresser tout en conservant l'inclinaison du flotteur et changer les pieds de côté, le flotteur continuant à tourner. Puis le vent arrière est légèrement dépassé et l'on navigue donc en fausse panne. C'est le moment de lâcher la main arrière, ce qui va permettre à la voile de tourner, et d'être reprise sur la panne opposée par la main libre. On peut alors replacer les pieds dans les straps et reprendre le wishbone à deux mains pour repartir.
Il faut noter que l'inclinaison latérale du flotteur agit différemment au planing sur une planche légère par rapport à la navigation lente en mode archimédien.
Le planchiste prend de la carre vers l'intérieur du virage (comme pour les virages en surf ou en snowboard) et se penche un peu vers l'intérieur pour tenir compte de la force centrifuge, comme un motocycliste négociant une courbe. En mode archimédien au contraire, les forces hydrodynamiques induites par la dissymétrie de la partie immergée  du flotteur incliné (gité) tendent à faire tourner le flotteur  à l'opposé du côté le plus enfoncé dans l'eau.
L'apprentissage du jibe ne va pas de soi et demande quelques semaines de pratique pour "passer" avec un taux de réussite acceptable, sans chute ou fort ralentissement.
Une des clés de la réussite et de ne changer la voile d'amure que lorsque la planche a largement dépassé la position du plein vent arrière (allure dite de fausse panne), ceci évite un temps mort sans propulsion et facilite grandement la récupération du wishbone et de la voile lorsqu'elle pivote. En la lâchant la main-écoute  alors que la planche est plein vent arrière, la voile partirait « en drapeau » vers l'avant, hors de portée du planchiste.
Un autre point clé est la position des pieds : lancé à pleine vitesse au planing, le planchiste a une position de pieds très reculée dans les footstraps, notamment pour  contrôler au mieux l'incidence de l'aileron. Lorsqu'il entame la manœuvre de jibe, le planchiste doit éviter de rester aussi loin sur l'arrière : en effet, avec la perte temporaire de portance induite par le ralentissement, l'arrière de la planche s'enfonce et fait frein et la courbe du virage au lieu d'être rapide et large se termine en une sorte de « tête à queue » difficilement contrôlable qui nécessitera une relance laborieuse... ou se finira en chute.

## Variantes
- Le Duck Jibe : l'empennage de la voile se fait par le point d'écoute (arrière du wishbone) et non par le mât.
- Le sink Jibe : On place le pied arrière derrière le footstrap arrière, puis on cabre le flotteur pour faire couler ("to sink" en anglais) l'arrière. Il suffit alors de faire pivoter la planche sous le vent puis de se redresser et d'empanner la voile pour repartir.
- L'aerial Jibe : On saute et fait tourner le flotteur en l'air pour atterrir en fausse panne (figure de freestyle).
- L'air Jibe : On saute et fait tourner le flotteur en l'air en empannant pendant le saut (à l'inverse de l'aerial jibe où l'on empanne après le saut).
- Le racing jibe : Technique souvent utilisée en slalom, le racing jibe est en fait un jibe où la voile est plus près de la surface de l'eau et plus bordée, ce qui permet de moins perdre sa vitesse que sur un simple jibe.